# Раселвил (Охајо)
Раселвил (енгл. Russellville) град је у америчкој савезној држави Охајо.

## Демографија
По попису из 2010. године број становника је 561, што је 108 (23,8%) становника више него 2000. године.
| Група             | 2000.       | 2010.       |
| Белци             | 442 (97,6%) | 553 (98,6%) |
| Афроамериканци    | 4 (0,9%)    | 3 (0,5%)    |
| Азијати           | 0 (0,0%)    | 0 (0,0%)    |
| Хиспаноамериканци | 5 (1,1%)    | 3 (0,5%)    |
| Укупно            | 453         | 561         |